# Глущенко Володимир Андрійович
Володи́мир Андрі́йович Глу́щенко (нар. 1 липня 1939, Мала Петриківка) — український художник, майстер петриківського розпису, заслужений майстер народної творчості України (з 1968), член Національної спілки художників України (з 1977).

## Життєпис
Закінчив Петриківську дитячу художню школу. Майстерності навчався у Василя Соколенка та Федора Панка. Працює в царині декоративно-прикладного мистецтва — петриківський розпис. З 1961 року — на Фабриці петриківського розпису «Дружба». Учасник виставок від 1964 року, 1974-го в Чикаго відбулася персональна виставка.
З 1968 року — творчий майстер, протягом 1995-1997-х років — головний художник фабрики «Петриківський розпис». З 1997 року працює у Центрі народного мистецтва «Петриківка».

## Твори

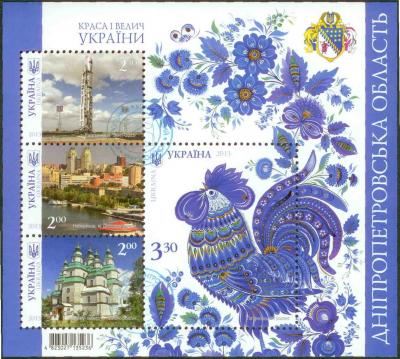
Блок поштових марок «Краса і велич України: Дніпропетровська область» 2013 року з репродукцією роботи «Півень у квітах» Володимира Глущенка 2009 року

- декоративні розписи на папері темперою: 1966 — «Все для тебе, кохана»,
- підлакові розписи на дереві та пластмасі: скриньки «Козак і дівчина» — 1976,
- папка-адреса «Києву — 1500» — 1980,
- набір «Рибальський» — 1984,
- «Ой, у полі криниченька» — 1979,
- 1965 — «Ой ви, очі волошкові»,
- 1967 — «Петриківська казка»,
- 1968 — «Ой там на току, на базарі»,
- 1982 — «То я свого поведу та й продам»,
- 1982 — «Півень, що співає»,
- 1982 — ваза «Вишиванки»,
- 1984 — «Присвята»,
- 1988 — Стільчик-іграшка «Півник».